# Philip Yung
Philip Yung Tsz-kwong (翁子光) és un  director de cinema, guionista i crític de Hong Kong
Yung va guanyar el Premi de Cinema de Hong Kong al millor guió als 35ns Premis de Cinema de Hong Kong per la seva pel·lícula Port of Call (2015).

## Primers anys
Philip Yung Tsz-kwong va créixer en un "entorn de classe baixa".

## Carrera
Abans del seu treball com a cineasta, Yung va ser crític de cinema.
Va debutar al llargmetratge amb Glamorous Youth (2009) seguit de May We Chat (2013).
El seu tercer llargmetratge Port of Call (2015), un thriller de crim sobre un detectiu amb mètodes excèntrics, va ser nominat i va guanyar diversos premis en diverses cerimònies de premis asiàtiques, com ara els 35ns Premis de Cinema de Hong Kong, 52ns Premis de Cinema Cavall d'Or i els 19ns Bucheon Film Awards. Yung va guanyar personalment el premi Best of Bucheon als Bucheon Film Awards i el millor guió als Premis de Cinema de Hong Kong.
El seu següent llargmetratge Where the Wind Blows és un thriller criminal d'època sobre policies corruptes a Hong Kong dels anys 60. Inspirat en les històries de la seva àvia sobre el vell Hong Kong, Yung va rodar durant uns tres mesos a partir del novembre de 2017 amb el títol de "Theory Of Ambitions". Segons Apple Daily, la pel·lícula es va estrenar a finals de 2018, però va ser bloquejada per la continental Administració Nacional de Ràdio i Televisió a causa de la seva temàtica. La pel·lícula estava programada novament per estrenar-se al Festival Internacional de Cinema de Hong Kong l'abril de 2021 abans de ser retirada per "motius tècnics" no especificats, el que diuen els crítics és una mena de censura per part del continent.

## Filmografia
| Any  | Pel·lícula            | Director | Guionista | Notes                       |
| ---- | --------------------- | -------- | --------- | --------------------------- |
| 2009 | Glamorous Youth       | Sí       | Sí        |                             |
| 2013 | May We Chat           | Sí       | Sí        |                             |
| 2013 | Rigor Mortis          | No       | Sí        | Amb Jill Leung i Juno Mak   |
| 2014 | As the Light Goes Out | No       | Sí        | Amb Derek Kwok i Jill Leung |
| 2015 | Port of Call          | Sí       | Sí        |                             |
| 2019 | Fatal Visit           | No       | Sí        | Script by                   |
| 2023 | Where the Wind Blows  | Sí       | Sí        |                             |
| 2024 | Penny Pinchers        | Sí       | No        |                             |
| 2024 | Papa                  | Sí       | Sí        |                             |

## Reconeixements
| Premis i nominacions               | Premis i nominacions | Premis i nominacions                                   | Premis i nominacions | Premis i nominacions                       |
| Cerimònia                          | Treball nominat      | Categoria                                              | Resultat             | Notes                                      |
| ---------------------------------- | -------------------- | ------------------------------------------------------ | -------------------- | ------------------------------------------ |
| 29ns Premis de Cinema de Hong Kong | Glamorous Youth      | Premi de Cinema de Hong Kong al millor director novell | Nominat              |                                            |
| 35ns Premis de Cinema de Hong Kong | Port of Call         | Millor director                                        | Nominat              |                                            |
| 35ns Premis de Cinema de Hong Kong | Port of Call         | Millor guionista                                       | Guanyador            |                                            |
| 35ns Premis de Cinema de Hong Kong | Port of Call         | Millor muntatge                                        | Nominat              | with Liao Ching-sung, Wong Hoi, Chu Ka-yat |
| 52ns Premis de Cinema Cavall d'Or  | Port of Call         | Millor guió original                                   | Nominat              |                                            |
| 10ns Asian Film Awards             | Port of Call         | Millor guió                                            | Nominat              |                                            |
| 10ns Asian Film Awards             | Port of Call         | Millor muntatge                                        | Nominat              | amb Liao Ching-sung, Wong Hoi, Chu Ka-yat  |